# Muhammad Hamza Zubaydi
Mohammed Hamza Zubeidi (1938 - 2 december 2005) was een oud-lid van de Revolutionaire Commandoraad in Irak.
Oud-premier en -vicepremier Al-Zubaydi - zelf een sjiiet - speelde een hoofdrol in de onderdrukking van de sjiitische opstand na het einde van de Golfoorlog in 1991, waarbij tienduizenden sjiieten omkwamen. Op de Iraakse staats-tv was destijds te zien dat hij opgepakte sjiitische rebellen sloeg en trapte. Bovendien voerde Al-Zubaydi de leiding over de verwoesting van de moerasgebieden in het zuiden van Irak, waarvan de sjiitische en Mandaïstische Moerasarabieren die daar leefden de dupe werden.
Al-Zubaydi was lid van de leidinggevende Iraakse Revolutionaire Commandoraad. Sinds begin jaren 60 zou hij met Saddam hebben samengewerkt. De afgelopen twee jaar vervulde hij geen publieke functie meer. Amerikaanse zegslieden hebben gezegd dat Al-Zubaydi een van de negen Irakezen is die de VS willen berechten wegens oorlogsmisdaden.
Al-Zubaydi werd 20 april 2003 in Hillal, ongeveer honderd kilometer ten zuiden van Bagdad, aangehouden door strijders van het Iraaks Nationaal Congres, die hem vervolgens overdroegen aan het Amerikaanse leger.
Tijdens zijn gevangenschap is hij in 2005 op 67-jarige leeftijd overleden.